# 原山 (長久手市)
原山（はらやま）は、愛知県長久手市の地名。

## 地理

### 河川・池沼
- 鴨田川[注釈 1]

### 交通
- 香流通り

## 歴史

### 沿革
- 2012年（平成24年）1月4日 - 愛知郡長久手町原山が市制施行に伴い、長久手市原山となる[WEB 6]。

### 人口の変遷
国勢調査による人口および世帯数の推移。
| 2015年（平成27年） | 55世帯 88人 |  |
| 2020年（令和2年）  | 55世帯 77人 |  |